# Rischon LeZion
Rischon LeZion (hebräisch רִאשׁוֹן־לְצִיּוֹן Rischōn lə-Zijjōn, deutsch ‚Erster/Erstes zu/für Zion‘, IPA: gewöhnlich (deskriptiv) [ˈʀiʃɔn lɛˈtsiɔn], normativ (präskriptiv) [ʀiˈʃɔn lɛtsiˈjɔn], arabisch ريشون لتصيون, DMG Rīšūn Latṣiyūn; auch in abweichenden Transkriptionen vorkommend, z. B. Rishon le-Zion und heute häufiger Rishon le-Tsiyon) ist eine Großstadt in Israel im südlichen Teil des Großraums Tel Aviv-Jaffa, rund zehn Kilometer südlich von Tel Aviv im sogenannten Gusch Dan. Mit 251.719 Einwohnern (2018) ist sie die viertgrößte Stadt Israels nach Jerusalem, Tel Aviv und Haifa.

## Geschichte

Rischon LeZion 1937

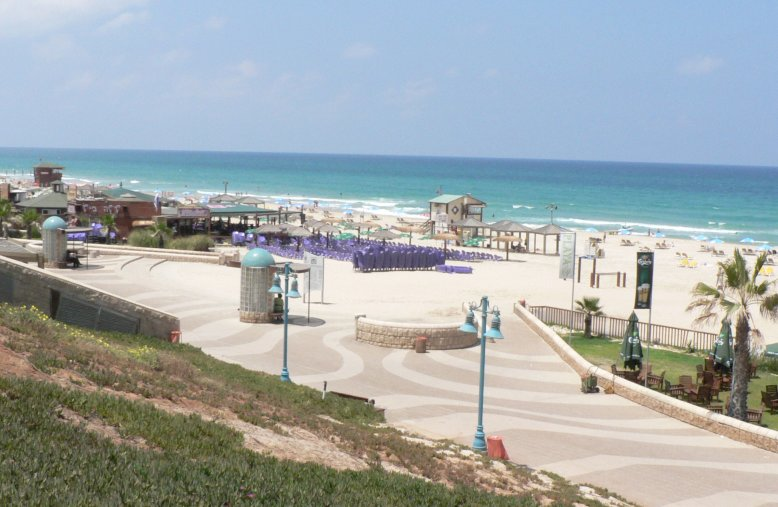
Strandpromenade

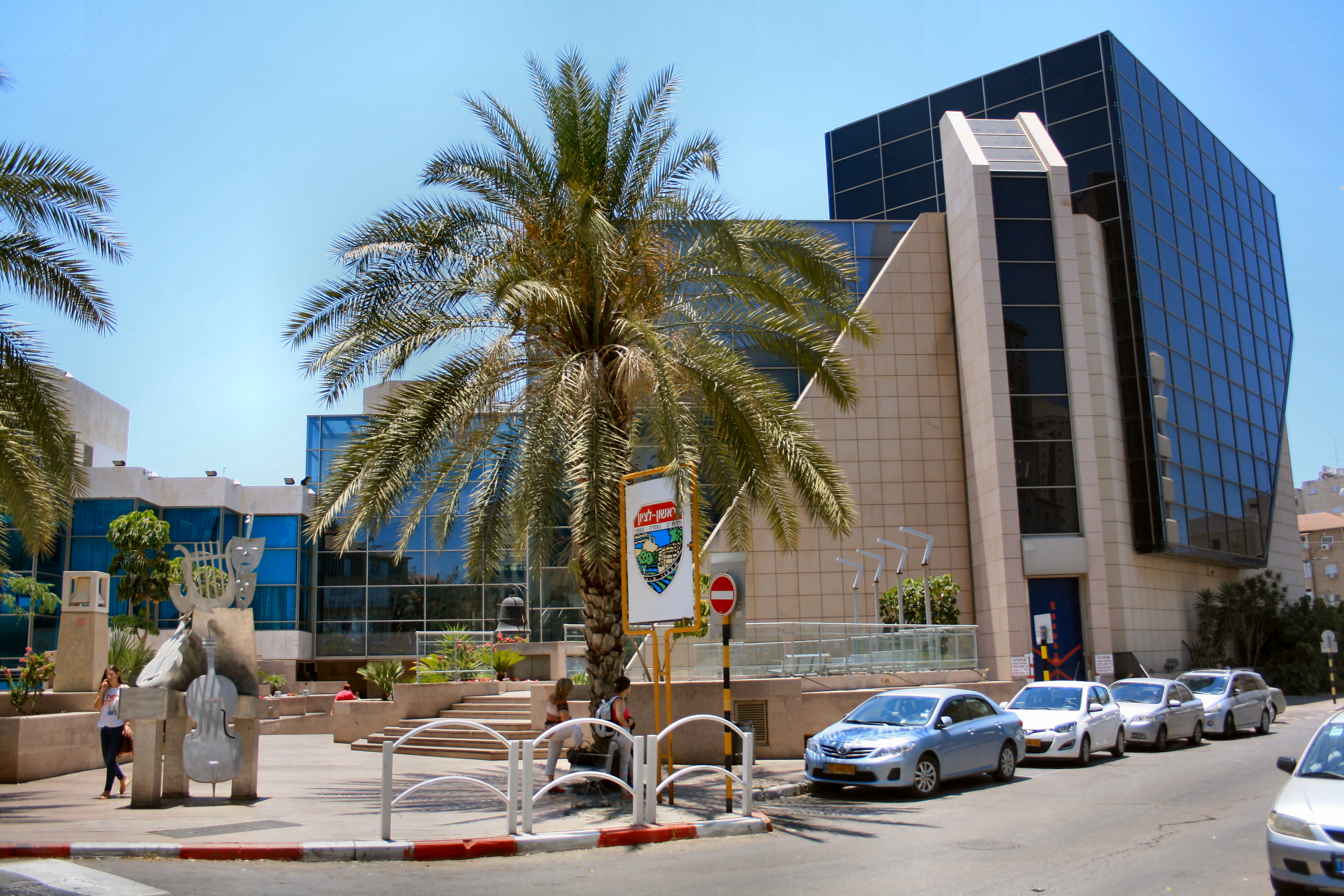
Rischon LeZion 2013

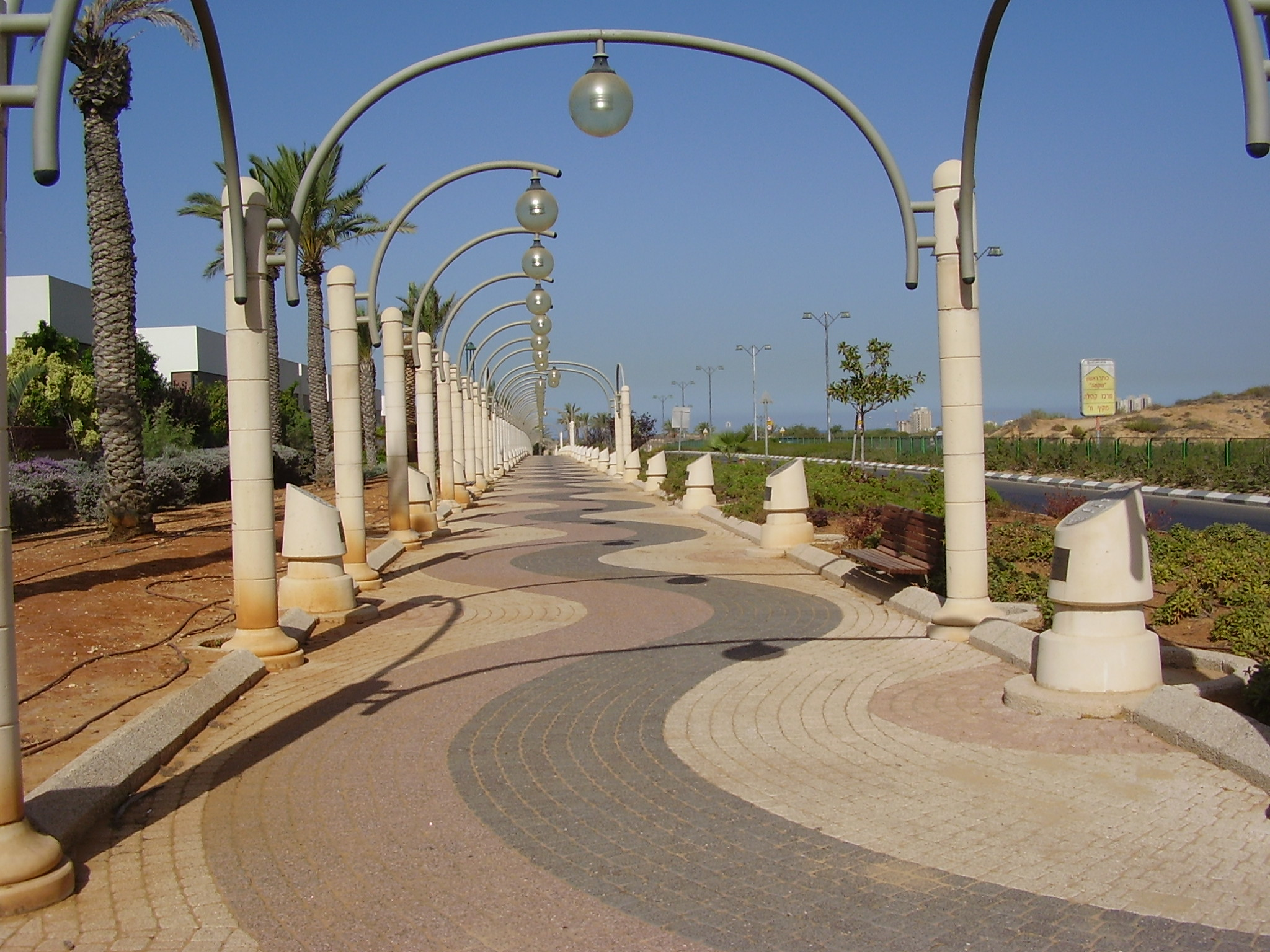
Promenade der jüdischen Nobelpreisgewinner in Rischon LeZion (Tayelet Hatnei Pras Nobel)

Rischon LeZion wurde 1882 als Moschawa durch russische Immigranten gegründet und war damit eine der ersten jüdischen landwirtschaftlichen Siedlungen der Neuzeit im heutigen Israel. Es wurde nach einem Bibelzitat benannt: (Gott spricht): „Ich sagte als Erster zu Zion...“ (Jesaja 41,27) Danach ist von einer Freudenbotschaft die Rede, die die frühen Einwanderer auf sich bezogen.
Die ersten Jahre waren schwierig, bis ein Brunnen gegraben werden konnte. Deshalb sind in der Flagge die biblischen Worte zu lesen: „Wir haben Wasser gefunden.“ (Genesis 26,32)
Ein wichtiger Sektor der Landwirtschaft war bereits sehr früh der Weinbau: Im Jahr 1887 wurde mit Unterstützung von Baron Edmond de Rothschild eine Weinkellerei gegründet; daraus entwickelte sich Israels größter Weinproduzent Carmel, der noch heute seinen formellen Hauptsitz in Rischon LeZion hat. In der Zeit des britischen Mandats entstand in der Stadt außerdem mit den Palestine Breweries die erste Brauerei Palästinas, die das Bier Nesher produzierte.
Im Jahr 1948 hatte die Stadt nur 10.000 Einwohner. Nach der israelischen Staatsgründung entwickelte sich Rischon LeZion sehr schnell. Einwanderer aus der früheren Sowjetunion und dem heutigen Russland, rumänische, deutsche, jemenitische, marokkanische und iranische Einwohner sowie ihre Nachkommen prägen die Stadt.
Im Februar 1955 drang eine Gruppe ägyptischer Agenten in Armeebasen in Rischon LeZion und Nes Ziona ein und erbeutete Landkarten und andere Unterlagen. Am 23. Februar 1955 gab es ein Aufeinandertreffen mit israelischen Einsatzkräften. Auf der Flucht erschossen sie nahe Rechovot einen Motorradfahrer.
Die wichtigsten Wirtschaftszweige liegen in der Industrie (Pharmazie, Elektrotechnik).

## Kultur
Rischon LeZion ist seit der Gründung 1988 Sitz des Israel Symphony Orchestra Rischon LeZion. Es verfügt über eine Stadtbibliothek mit dem Hauptsitz Kotar Rishon und elf Zweigstellen.
Jedes Jahr wird eine Woche lang zu Sukkot ein Weinfest gefeiert.
Zu Ehren der jüdischen Nobelpreisgewinner wurde in Rischon LeZion eine Promenade (Tayelet Hatnei Pras Nobel) mit Gedenksteinen für die Laureaten errichtet.
Am 30. Oktober 2017 wurde die Paul-Grüninger-Straße im Beisein des Schweizer Bundesrates Johann Schneider-Ammann zu Ehren des ehemaligen St. Galler Polizeihauptmanns und Flüchtlingshelfers Paul Grüninger eingeweiht.

## Bürgermeister
- 1950–1951: Elyakum Ostaschinski
- 1951–1951: Aryeh Scheftel
- 1952–1955: Mosche Gavin
- 1955–1955: Gershon Man Mankov
- 1955–1960: Hana Levin
- 1960–1962: Aryeh Scheftel
- 1962–1965: Noam Laoner
- 1965–1969: Aryeh Sheftel
- 1969–1983: Hananya Gibstein
- 1983–2008: Meir Nitzan
- 2008–2018: Dov Tzur
- seit 2018: Raz Kinstlich

## Sport
Der bekannteste Sportverein der Stadt ist Maccabi Rischon LeZion, hinzu kommt der vierfache israelische Eishockeymeister Rishon Devils.

## Städtepartnerschaften
Rischon LeZion listet acht Partnerstädte, sowie zwei Landkreise:
| Stadt                  | Land                | seit     |
| ---------------------- | ------------------- | -------- |
| Brașov                 | Rumänien            | 1996     |
| Charkiw                | Ukraine             | 2007     |
| Debrecen               | Ungarn              | 1996     |
| Essex County           | Vereinigte Staaten  | 1999     |
| Gonder                 | Äthiopien           | 2008     |
| Heerenveen             | Niederlande         | 1993     |
| Kirjat Schmona         | Israel              | 2006     |
| Lublin                 | Polen               | 1992     |
| Lwiw                   | Ukraine             | 1993     |
| Münster                | Deutschland         | 1981     |
| Nîmes                  | Frankreich          | 1986     |
| Prešov                 | Slowakei            | 2008     |
| Prince George’s County | Vereinigte Staaten  | 1990     |
| Sankt Petersburg       | Russland            | 2003     |
| Teramo                 | Italien             | 1988     |
| Tianjin                | Volksrepublik China | 1994     |
| Wizebsk                | Belarus             | unbelegt |

## Personen

### Söhne und Töchter der Stadt
- Yaacov Hodorov (1927–2006), Fußballtorwart
- Yaacov Agam (* 1928), Künstler
- Doron Almog (* 1951), Generalmajor
- Elan Steinberg (1952–2012), geschäftsführender Direktor des Jüdischen Weltkongresses
- Sohar Argov (1955–1987), Sänger
- Ophir Pines-Paz (* 1961), Politiker
- Jair Golan (* 1962), Offizier
- Avraham Nir (* 1962), Diplomat
- Ruchama Avraham Balila (* 1964), Politikerin
- Nitzan Horowitz (* 1964), Politiker
- Nir Zidkyahu (* 1967), Schlagzeuger
- Ram Bergman (* 1970), Filmproduzent
- Amichai Shalev (* 1973), Schriftsteller
- Eran Liss (* 1975), Schachspieler
- Amir Ohana (* 1976), Politiker und Rechtsanwalt
- Tal Ben Haim (* 1982), Fußballspieler
- Mei Feingold (* 1982), Sängerin und Teilnehmerin an Eurovision Song Contest 2014
- Liran Cohen (* 1983), Fußballspieler
- Shai Gabso (* 1984), Sänger
- Tomer Kapon (* 1985), Filmschauspieler
- Avishay Smoler (* 1985), Handballspieler
- Roni Duani (* 1986), Pop-Sängerin
- Ori Laizerouvich (* 1987), Schauspieler
- Eran Zahavi (* 1987), Fußballspieler
- Rami Gershon (* 1988), Fußballspieler
- Omer Damari (* 1989), Fußballspieler
- Nir Tichon (* 1993), Eishockeytorwart
- Roey Aharonovich (* 1996), Eishockeyspieler
- Omer Hanin (* 1998), Fußballspieler
- Tomer Aharonovich (* 1999), Eishockeyspieler
- Giorgi Zitaischwili (* 2000), georgischer Fußballspieler
- Oz Bilu (* 2001), Fußballspieler
- Doron Leidner (* 2002), Fußballspieler

### Sonstige berühmte Einwohner
- Zwi Schulmann (* 1915 in Łódź, Kongresspolen, Russisches Kaiserreich, gestorben 1986 in Rischon LeZion), KZ-Überlebender, Ratsherr
- Shoshana Damari (* 1923 im Jemen, gestorben 2006 in Jerusalem) Sängerin
- David Bitan (* 1962 in Marokko), Politiker
- Boris Gelfand (* 1968 in Minsk, UdSSR), Schachmeister